# Severi Paajanen
Severi Paajanen (Turku, Finlandia, 23 de octubre de 1986) es un futbolista finlandés. Juega de centrocampista y su equipo actual es el Inter Turku de la Veikkausliiga de Finlandia. 

## Clubes
| Club                    | País      | Año       |
| ----------------------- | --------- | --------- |
| VG-62                   | Finlandia | 2004-2005 |
| Tampereen Peli-Pojat-70 | Finlandia | 2006      |
| FC Inter Turku          | Finlandia | 2007-     |